# Lluís Gendrau i Julià
Lluís Gendrau i Julià   (Malgrat de Mar, 1966) és un periodista català i editor de la revista musical Enderrock des de la seva fundació el 1993, a partir del qual es vehiculen concerts en directe, concursos de maquetes, gales de premis, exposicions i edicions de llibres i de discos.